# Texaco Cup 1974/75
De Texaco Cup 1974/75 was de vijfde en laatste editie van deze Britse voetbalcompetitie. Na dit seizoen stopte Texaco met de sponsoring en werd het toernooi opgevolgd door de Anglo-Scottish Cup. In de finale slaagde titelhouder Newcastle United uit Engeland erin om opnieuw de Texaco Cup te winnen. Over twee wedstrijden wisten ze Southampton na verlenging te verslaan.

## Deelnemers
Aan de laatste editie van de Texaco Cup deden twintig clubs mee die zich niet hadden gekwalificeerd voor Europees voetbal. Dit was een wijziging ten opzichte van vorig seizoen, toen er slechts zestien deelnemers waren. Het aantal Engelse deelnemers werd vergroot naar zestien (dat waren er een editie daarvoor nog negen), terwijl het aantal Schotse deelnemers werd teruggebracht van zeven naar vier. Wel speelden de Engelse deelnemers eerst een groepsfase, terwijl de Schotse clubs pas instroomden in de knock-outfase.
Mede door de uitbreiding van het aantal Engelse ploegen waren er veel debutanten: twaalf ploegen deden voor het eerst mee. Zes ploegen deden ook vorig seizoen mee en twee ploegen keerden terug nadat ze in een van de eerste drie edities hadden deelgenomen. Heart of Midlothian FC deed voor de vijfde keer mee en was daarmee de enige ploeg die aan alle edities van de Texaco Cup had deelgenomen.
Van de tien ploegen die niet terugkeerden na vorige editie hadden er twee zich geplaatst voor Europees voetbal dit seizoen. Drie ploegen waren te laag geëindigd in de nationale competitie om mee te mogen doen en de overige vijf ploegen hadden geen interesse in deelname. Door het gebrek aan enthousiasme bij sommige Engelse clubs, alsmede het verhoogde aantal deelnemers uit Engeland, deden er voor het eerst ploegen mee die niet in de hoogste klasse actief waren: acht deelnemers speelden in 1974/75 op het tweede of derde niveau van de Engelse Football League. Titelhouder Newcastle United FC deed wel mee; de Magpies hadden zich niet weten te plaatsen voor Europees voetbal en konden daardoor hun titel verdedigen. Dit was de enige keer dat de titelhouder mee kon doen aan het toernooi.
| Land                         | Deelnemer               | Kwalificatie                  |
| ---------------------------- | ----------------------- | ----------------------------- |
| Engeland (FA) 16 deelnemers  | Sheffield United FC     | Nummer 13                     |
| Engeland (FA) 16 deelnemers  | Manchester City FC      | Nummer 14                     |
| Engeland (FA) 16 deelnemers  | Newcastle United FC     | Nummer 15 (titelhouder)       |
| Engeland (FA) 16 deelnemers  | West Ham United FC      | Nummer 18                     |
| Engeland (FA) 16 deelnemers  | Birmingham City FC      | Nummer 19                     |
| Engeland (FA) 16 deelnemers  | Southampton FC          | Nummer 20 (2D)                |
| Engeland (FA) 16 deelnemers  | Norwich City FC         | Nummer 22 (2D)                |
| Engeland (FA) 16 deelnemers  | Middlesbrough FC        | Kampioen Second Division      |
| Engeland (FA) 16 deelnemers  | Luton Town FC           | Nummer 2 Second Division      |
| Engeland (FA) 16 deelnemers  | Carlisle United FC      | Nummer 3 Second Division      |
| Engeland (FA) 16 deelnemers  | Orient FC               | Nummer 4 Second Division (2D) |
| Engeland (FA) 16 deelnemers  | Blackpool FC            | Nummer 5 Second Division (2D) |
| Engeland (FA) 16 deelnemers  | Sunderland AFC          | Nummer 6 Second Division (2D) |
| Engeland (FA) 16 deelnemers  | West Bromwich Albion FC | Nummer 8 Second Division (2D) |
| Engeland (FA) 16 deelnemers  | Oldham Athletic AFC     | Kampioen Third Division (2D)  |
| Engeland (FA) 16 deelnemers  | Peterborough United FC  | Kampioen Fourth Division (3D) |
| Schotland (SFA) 4 deelnemers | Rangers FC              | Nummer 3                      |
| Schotland (SFA) 4 deelnemers | Aberdeen FC             | Nummer 4                      |
| Schotland (SFA) 4 deelnemers | Heart of Midlothian FC  | Nummer 6                      |
| Schotland (SFA) 4 deelnemers | Ayr United FC           | Nummer 7                      |

## Toernooi-opzet
De zestien Engelse clubs begonnen het toernooi met een groepsfase. De ploegen werden op regionale basis verdeeld in vier groepen van vier clubs en speelden daarin een halve competitie. Een ploeg kreeg 2 punten voor een zege, 1 punt voor een gelijkspel en 0 punten voor een nederlaag. Verder werd er 1 bonuspunt uitgereikt aan een ploeg als zij minimaal drie keer scoorden in een wedstrijd. De groepswinnaar ging door naar de knock-outfase; bij gelijke stand werd gekeken naar het doelsaldo.
De vier Engelse groepswinnaars en de vier Schotse deelnemers speelden vervolgens een knock-outtoernooi. In de kwartfinales trof elke Engelse ploeg een Schotse tegenstander. Elke ronde (ook de finale) bestond uit een thuis- en een uitduel. Het team dat de meeste doelpunten maakte plaatste zich voor de volgende ronde. Bij een gelijke stand werd er verlengd en, indien nodig, strafschoppen genomen.

### Groepsfase
De groepsfase vond plaats tussen 3 en 10 augustus 1974. De groepswinnaars plaatsten zich voor de kwartfinale.

#### Groep A
De ploegen in Groep A waren afkomstig uit de Midlands en Oost-Anglië. Birmingham City was de enige ploeg die in de First Division speelde. Peterborough United was vorig seizoen gepromoveerd naar de Third Division, de andere twee ploegen kwamen uit in de Second Division.
| Datum       | Team                 | Score | Team                 |
| ----------- | -------------------- | ----- | -------------------- |
| 3 augustus  | Norwich City         | 2 - 1 | Peterborough United  |
| 3 augustus  | West Bromwich Albion | 0 - 0 | Birmingham City      |
| 6 augustus  | West Bromwich Albion | 5 - 1 | Norwich City         |
| 7 augustus  | Peterborough United  | 1 - 1 | Birmingham City      |
| 10 augustus | Birmingham City      | 3 - 1 | Norwich City         |
| 10 augustus | Peterborough United  | 2 - 1 | West Bromwich Albion |

| Nr. | Club                    | Wedstrijden | Wedstrijden | Wedstrijden | Wedstrijden | Doelpunten | Doelpunten | Doelpunten | BP | Punten |
| --- | ----------------------- | ----------- | ----------- | ----------- | ----------- | ---------- | ---------- | ---------- | -- | ------ |
| Nr. | Club                    | G           | W           | G           | V           | V          | T          | Saldo      | BP | Punten |
| 1   | Birmingham City FC      | 3           | 1           | 2           | 0           | 4          | 2          | +2         | 1  | 5      |
| 2   | West Bromwich Albion FC | 3           | 1           | 1           | 1           | 6          | 3          | +3         | 1  | 4      |
| 3   | Peterborough United FC  | 3           | 1           | 1           | 1           | 4          | 4          | 0          |    | 3      |
| 4   | Norwich City FC         | 3           | 1           | 0           | 2           | 4          | 9          | −5         |    | 2      |

#### Groep B
De ploegen in Groep B waren afkomstig uit de Home counties; de regio Londen en omgeving. West Ham United en Luton Town speelden in de First Divsion, terwijl Southampton en Orient in de Second Division uitkwamen.
| Datum       | Team            | Score | Team            |
| ----------- | --------------- | ----- | --------------- |
| 3 augustus  | Luton Town      | 1 - 1 | Southampton     |
| 3 augustus  | West Ham United | 1 - 0 | Orient          |
| 6 augustus  | Southampton     | 2 - 1 | Orient          |
| 7 augustus  | West Ham United | 1 - 2 | Luton Town      |
| 10 augustus | Orient          | 2 - 2 | Luton Town      |
| 10 augustus | Southampton     | 2 - 0 | West Ham United |

| Nr. | Club               | Wedstrijden | Wedstrijden | Wedstrijden | Wedstrijden | Doelpunten | Doelpunten | Doelpunten | BP | Punten |
| --- | ------------------ | ----------- | ----------- | ----------- | ----------- | ---------- | ---------- | ---------- | -- | ------ |
| Nr. | Club               | G           | W           | G           | V           | V          | T          | Saldo      | BP | Punten |
| 1   | Southampton FC     | 3           | 2           | 1           | 0           | 5          | 2          | +3         |    | 5      |
| 2   | Luton Town FC      | 3           | 1           | 2           | 0           | 6          | 5          | +1         |    | 4      |
| 3   | West Ham United FC | 3           | 1           | 0           | 2           | 2          | 4          | −2         |    | 2      |
| 4   | Orient FC          | 3           | 0           | 1           | 2           | 3          | 5          | −2         |    | 1      |

#### Groep C
De ploegen in Groep C waren afkomstig uit het historische graafschap Lancashire en het zuiden van Yorkshire. Sheffield United en Manchester City speelden in de First Divsion, terwijl Blackpool en Oldham Athletic in de Second Division uitkwamen.
| Datum       | Team             | Score | Team             |
| ----------- | ---------------- | ----- | ---------------- |
| 3 augustus  | Blackpool        | 1 - 1 | Manchester City  |
| 3 augustus  | Oldham Athletic  | 4 - 0 | Sheffield United |
| 6 augustus  | Blackpool        | 1 - 2 | Oldham Athletic  |
| 6 augustus  | Sheffield United | 4 - 2 | Manchester City  |
| 10 augustus | Manchester City  | 2 - 1 | Oldham Athletic  |
| 10 augustus | Sheffield United | 1 - 2 | Blackpool        |

| Nr. | Club                | Wedstrijden | Wedstrijden | Wedstrijden | Wedstrijden | Doelpunten | Doelpunten | Doelpunten | BP | Punten |
| --- | ------------------- | ----------- | ----------- | ----------- | ----------- | ---------- | ---------- | ---------- | -- | ------ |
| Nr. | Club                | G           | W           | G           | V           | V          | T          | Saldo      | BP | Punten |
| 1   | Oldham Athletic AFC | 3           | 2           | 0           | 1           | 7          | 3          | +4         | 1  | 5      |
| 2   | Blackpool FC        | 3           | 1           | 1           | 1           | 4          | 4          | 0          |    | 3      |
| 3   | Manchester City FC  | 3           | 1           | 1           | 1           | 5          | 6          | −1         |    | 3      |
| 4   | Sheffield United FC | 3           | 1           | 0           | 2           | 5          | 8          | −3         | 1  | 3      |

#### Groep D
De ploegen in Groep D waren afkomstig uit noorden van Engeland (Noord-Oost-Engeland en Cumbria). Op Sunderland na speelden alle ploegen in de First Divsion; de Black Cats kwamen uit in de Second Division. Dit was de enige groep waar het systeem met de bonuspunten gevolgen had voor de eindstand: titelverdediger Newcastle United won hun laatste groepswedstrijd met 4−0 van Middlesbrough. Het daardoor verkregen bonuspunt bracht ze op gelijke hoogte met Carlisle United en dankzij de ruime zege won Newcastle hierdoor de groep op basis van een beter doelsaldo.
| Datum       | Team             | Score | Team             |
| ----------- | ---------------- | ----- | ---------------- |
| 3 augustus  | Middlesbrough    | 0 - 1 | Carlisle United  |
| 3 augustus  | Sunderland       | 2 - 1 | Newcastle United |
| 6 augustus  | Carlisle United  | 2 - 2 | Newcastle United |
| 6 augustus  | Sunderland       | 0 - 1 | Middlesbrough    |
| 10 augustus | Carlisle United  | 0 - 0 | Sunderland       |
| 10 augustus | Newcastle United | 4 - 0 | Middlesbrough    |

| Nr. | Club                | Wedstrijden | Wedstrijden | Wedstrijden | Wedstrijden | Doelpunten | Doelpunten | Doelpunten | BP | Punten |
| --- | ------------------- | ----------- | ----------- | ----------- | ----------- | ---------- | ---------- | ---------- | -- | ------ |
| Nr. | Club                | G           | W           | G           | V           | V          | T          | Saldo      | BP | Punten |
| 1   | Newcastle United FC | 3           | 1           | 1           | 1           | 7          | 4          | +3         | 1  | 4      |
| 2   | Carlisle United FC  | 3           | 1           | 2           | 0           | 3          | 2          | +1         |    | 4      |
| 3   | Sunderland AFC      | 3           | 1           | 1           | 1           | 2          | 2          | 0          |    | 3      |
| 4   | Middlesbrough FC    | 3           | 1           | 0           | 2           | 1          | 5          | −4         |    | 2      |

### Knock-outfase
|  | Kwartfinale      | Kwartfinale      | Kwartfinale | Kwartfinale |   |                  | Halve finale | Halve finale | Halve finale | Halve finale |  |             | Finale | Finale | Finale | Finale |  |  |
|  |                  |                  |             |             |   |                  |              |              |              |              |  |             |        |        |        |        |  |  |
|  | Oldham Athletic  | 1                | 1           | 2           |   |                  |              |              |              |              |  |             |        |        |        |        |  |  |
|  | Hearts           | 0                | 1           | 1           |   |                  |              |              |              |              |  |             |        |        |        |        |  |  |
|  | Hearts           | 0                | 1           | 1           |   | Oldham Athletic  | 1            | 1            | 2            |              |  |             |        |        |        |        |  |  |
|  |                  |                  |             |             |   | Oldham Athletic  | 1            | 1            | 2            |              |  |             |        |        |        |        |  |  |
|  |                  | Southampton      | 3           | 2           | 5 |                  |              |              |              |              |  |             |        |        |        |        |  |  |
|  | Rangers          | Southampton      | 3           | 2           | 5 | 1                | 0            | 1            |              |              |  |             |        |        |        |        |  |  |
|  | Rangers          |                  |             |             |   | 1                | 0            | 1            |              |              |  |             |        |        |        |        |  |  |
|  | Southampton      | 3                | 2           | 5           |   |                  |              |              |              |              |  |             |        |        |        |        |  |  |
|  | Southampton      | 3                | 2           | 5           |   |                  |              |              |              |              |  | Southampton | 1      | 0      | 1      |        |  |  |
|  |                  |                  |             |             |   |                  |              |              |              |              |  | Southampton | 1      | 0      | 1      |        |  |  |
|  |                  | Newcastle (n.v.) | 0           | 3           | 3 |                  |              |              |              |              |  |             |        |        |        |        |  |  |
|  | Aberdeen         | Newcastle (n.v.) | 0           | 3           | 3 | 1                | 2            | 3            |              |              |  |             |        |        |        |        |  |  |
|  | Aberdeen         |                  |             |             |   | 1                | 2            | 3            |              |              |  |             |        |        |        |        |  |  |
|  | Newcastle United | 1                | 3           | 4           |   |                  |              |              |              |              |  |             |        |        |        |        |  |  |
|  | Newcastle United | 1                | 3           | 4           |   | Newcastle United | 1            | 4            | 5            |              |  |             |        |        |        |        |  |  |
|  |                  |                  |             |             |   | Newcastle United | 1            | 4            | 5            |              |  |             |        |        |        |        |  |  |
|  |                  | Birmingham City  | 1           | 1           | 2 |                  |              |              |              |              |  |             |        |        |        |        |  |  |
|  | Birmingham City  | Birmingham City  | 1           | 1           | 2 | 3                | 0            | 3            |              |              |  |             |        |        |        |        |  |  |
|  | Birmingham City  |                  |             |             |   | 3                | 0            | 3            |              |              |  |             |        |        |        |        |  |  |
|  | Ayr United       | 0                | 0           | 0           |   |                  |              |              |              |              |  |             |        |        |        |        |  |  |

### Kwartfinales
De kwartfinales werden gespeeld op 17 en 18 september (heen) en op 30 september, 1 en 2 oktober (terug).
| Team 1              | Tot.  | Team 2                 | 1e wedstr. | 2e wedstr. |
| ------------------- | ----- | ---------------------- | ---------- | ---------- |
| Oldham Athletic AFC | 2 - 1 | Heart of Midlothian FC | 1 - 0      | 1 - 1      |
| Birmingham City FC  | 3 - 0 | Ayr United FC          | 3 - 0      | 0 - 0      |
| Rangers FC          | 1 - 5 | Southampton FC         | 1 - 3      | 0 - 2      |
| Aberdeen FC         | 3 - 4 | Newcastle United FC    | 1 - 1      | 2 - 3      |

### Halve finales
De halve finales werden gespeeld op 22 en 23 oktober (heen) en op 5 en 6 november (terug).
| Team 1              | Tot.  | Team 2             | 1e wedstr. | 2e wedstr. |
| ------------------- | ----- | ------------------ | ---------- | ---------- |
| Oldham Athletic AFC | 2 - 5 | Southampton FC     | 1 - 3      | 1 - 2      |
| Newcastle United FC | 5 - 2 | Birmingham City FC | 1 - 1      | 4 - 1      |

### Finale
|                  |                |       |                     |                                            |
| 27 november 1974 | Southampton FC | 1 - 0 | Newcastle United FC | The Dell, Southampton Toeschouwers: 17.100 |
| 27 november 1974 | Channon 57'    |       |                     | The Dell, Southampton Toeschouwers: 17.100 |

|                  |                                   |              |                |                                                           |
| 11 december 1974 | Newcastle United FC               | 3 - 0 (n.v.) | Southampton FC | St. James' Park, Newcastle upon Tyne Toeschouwers: 26.000 |
| 11 december 1974 | Tudor 73' Bruce 113' Cannell 116' |              |                | St. James' Park, Newcastle upon Tyne Toeschouwers: 26.000 |

 Newcastle United FC wint met 3–1 (na verlenging) over twee wedstrijden.

| Winnaar Texaco Cup 1974/75   |
| ---------------------------- |
| Newcastle United FC 2e titel |

## Trivia
- Newcastle United was de enige ploeg die tweemaal de finale van de Texaco Cup bereikte. Ze wisten beide finales ook te winnen, allebei pas na een verlenging.
- Southampton bereikte de finale als tweedeklasser. Hiermee kwamen zij het verst van alle ploegen die niet op het hoogste niveau speelden.
- Alle Schotse deelnemers werden in de kwartfinales uitgeschakeld. Dit is daarmee de enige editie van het toernooi waarin geen enkele ploeg uit Schotland de halve finales bereikte.
- Birmingham City zou later in het seizoen ook de halve finales van de FA Cup bereiken. Ook in dat toernooi werden de Blues uitgeschakeld in dat stadium van de competitie.
- Luton Town en Carlisle United werden in de groepsfase uitgeschakeld met een zege en twee gelijke spelen. Daarmee waren ze de enige ploegen in de geschiedenis van de Texaco Cup die werden uitgeschakeld terwijl niet hadden verloren, maar wel hadden gewonnen.

Texaco Cup:
1970/71 ·
1971/72 ·
1972/73 ·
1973/74 ·
1974/75

Anglo-Scottish Cup:
1975/76 ·
1976/77 ·
1977/78 ·
1978/79 ·
1979/80 ·
1980/81